# Abecedari cristiani
Gli abecedari cristiani sono composizioni religiose cristiane in forma poetica, nelle quali i versi o le strofe iniziano con la successione delle lettere dell'alfabeto. Si tratta di un genere che riprende quello, attestato nell'Antico Testamento, dei "Salmi alfabetici" in ebraico.
Molteplici autori cristiani sia occidentali che orientali, ben noti come Agostino e Fulgenzio, ma anche anonimi, come l'autore del Salmo responsoriale e dell'Acatisto, si sono cimentati nella stesura di opere in versi basate sulla sequenza ordinata delle lettere dell'alfabeto.

## Storia
Le più antiche testimonianze dell'utilizzazione di questo genere letterario risalgono al III-IV secolo, e in particolare possono essere riconosciute nella produzione letteraria di Metodio, Gregorio di Nazianzo, Commodiano e Ilario. In Oriente Metodio, vescovo di Olimpo e avversario di Origene, usò la struttura alfabetica nell'Hymnus nuziale di 24 strofe che conclude il Symposium. Gregorio di Nazianzo, tra le sue poesie, che spaziano dalle liriche religiose ai carmi autobiografici, pose l'"Abecedario in giambi", che comincia con le parole “Poni per te Dio come inizio e fine di tutte le cose”.
In Occidente Commodiano, nelle sue Instructiones, che sono 80 poesie acrostiche, inserì gli abecedari De ligno vitae et mortis e Matrones ecclesiae Dei vivi. E Ilario, vescovo di Poitiers e convinto detrattore dell'arianesimo, scrisse due abecedari, Ante saecula qui manes e Fefellit saevam Verbum factum te caro. Ma anche dopo il VI secolo, grazie ad autori come Colombano, Beda e Alcuino, la struttura alfabetica continuò ad avere fortuna, tanto che K. Strecker ha indicato tra “les genres littéraires les plus pratiqués pendant le haut moyen âge… en tout premier lieu les Abécédaires et les Acrostiches” (Introduction à l'étude du latin médiéval, Lille-Geneve 1948, p. 45).
Gli abecedari cristiani sono diffusi anche nelle letterature romanze, per esempio, in italiano alcuni serventesi di Bianco da Siena (1350 circa-1399)